# Ivana Christová
Ivana Christová (Prešov, 10 de agosto de 1970) é uma cantora, empresária e modelo eslováquia. Em 1989, foi coroada como Miss Checoslováquia.